# Natura 2000-område nr. 138 Bøllemose
Natura 2000-område nr. 138 Bøllemose ligger i Jægersborg Hegn vest for Skodsborg ca. 10 km nord for København i Rudersdal Kommune. Natura 2000-området består af habitatområde H122 og har et areal på 20 hektar og består af Bøllemosen der tidligere har været højmose, men en del af den er nu en skovsø. Hele området er statsejet, og indeholder ingen fredede arealer eller reservater.

## Områdebeskrivelse
Området omfatter hovedsageligt selve Bøllemosen. Mosen er en tidligere højmose, hvor naturforholdene dog er ændret meget som følge af en omfattende tørvegravning før 1. verdenskrig. Bøllemosen omfatter i dag en brunvandet sø, der nærmest ved søen mest er omgivet af hængesæk, og mod vest, desuden af skovbevokset tørvemose domineret af birk. På Bøllemosens hængesæk lever desuden bl.a. sommerfuglen bølleblåfugl, som ikke i sig selv er på områdets udpegningsgrundlag, men er truet, og på den danske rødliste.
Natura 2000-området ligger i Rudersdal Kommune i Vandområdedistrikt II Sjælland i vandplanopland 2.3 Øresund

## Eksterne kilder og henvisninger
1. ↑  "Vandplan 2.3 Øresund" (PDF). Arkiveret fra originalen (PDF) 12. august 2018. Hentet 18. august 2019.

- Kort over området på miljoegis.mim.dk
- Naturplanen Arkiveret 18. august 2019 hos  Wayback Machine
- Basisanalysen 2016-21 Arkiveret 18. august 2019 hos  Wayback Machine